# Данверс (Іллінойс)
Данверс (англ. Danvers) — селище (англ. village) в США, в окрузі Маклейн штату Іллінойс. Населення — 1089 осіб (2020).

## Географія
Данверс розташований за координатами 40°31′47″ пн. ш. 89°10′31″ зх. д. / 40.52972° пн. ш. 89.17528° зх. д. (40.529753, -89.175330).  За даними Бюро перепису населення США в 2010 році селище мало площу 2,22 км², уся площа — суходіл.

## Демографія
Згідно з переписом 2010 року, у селищі мешкали 1154 особи в 425 домогосподарствах у складі 332 родин. Густота населення становила 521 особа/км².  Було 452 помешкання (204/км²).
Расовий склад населення:
| - 96,8 % — білих - 1,2 % — чорних або афроамериканців - 0,1 % — азіатів |

До двох чи більше рас належало 1,3 %. Частка іспаномовних становила 2,5 % від усіх жителів.
За віковим діапазоном населення розподілялося таким чином: 28,6 % — особи молодші 18 років, 60,8 % — особи у віці 18—64 років, 10,6 % — особи у віці 65 років та старші. Медіана віку мешканця становила 34,9 року. На 100 осіб жіночої статі у селищі припадало 96,3 чоловіків;  на 100 жінок у віці від 18 років та старших — 94,8 чоловіків також старших 18 років.
Середній дохід на одне домашнє господарство  становив 82 135 доларів США (медіана — 64 868), а середній дохід на одну сім'ю — 94 331 долар (медіана — 79 018). Медіана доходів становила 51 394 долари для чоловіків та 41 653 долари для жінок. За межею бідності перебувало 3,5 % осіб, у тому числі 4,2 % дітей у віці до 18 років та 0,0 % осіб у віці 65 років та старших.
Цивільне працевлаштоване населення становило 663 особи. Основні галузі зайнятості: освіта, охорона здоров'я та соціальна допомога — 26,7 %, фінанси, страхування та нерухомість — 17,6 %, виробництво — 13,4 %, науковці, спеціалісти, менеджери — 9,5 %.